# Kiuas
Kiuas ist eine finnische Power-Metal-Band, die im Jahr 2000 gegründet wurde.

## Bandgeschichte
2000 gründeten die Freunde Mikko Salovaara, Markku Näreneva, Teemu Tuominen und Atte Tanskanen gemeinsam die Band Kiuas, nachdem sie in Ilja Jalkanen einen Sänger für ihre Band gefunden hatten. Kiuas ist finnisch und bedeutet so viel wie Saunaofen.
Nach den zwei Demo-Platten The Discipline of Steel (2002) und Born Under the Northern Lights (2003) und einer guten Platzierung in einem Metal-Wettbewerb unterschrieben die vier Finnen einen Vertrag bei Rage of Achilles Records. Nach Problemen und der darauf folgenden Trennung vom Label konnte Kiuas bei Spinefarm Records unterkommen und 2005 ihre erste LP The Spirit of Ukko aufnehmen, die sich thematisch mit dem finnischen Gott Ukko befasste.
Im Mai 2006 veröffentlichte die Band ihre zweite LP Reformation, die Platz 21 in den finnischen Album-Charts erreichte. Am 12. März 2008 erschien das dritte Album The New Dark Age, das auf Platz 10 in die Album-Charts einstieg. Die im Februar zuvor ausgekoppelte Single Of Sacrifice, Loss and Reward hielt sich für eine Woche auf Platz eins der Single-Charts.
Im Oktober 2010 verließ Sänger Ilja Jalkanen die Band. Aushilfe Asim Searah wurde Anfang 2011 offiziell zum neuen Sänger von Kiuas; er verließ die Band im September 2012 allerdings wieder.
Am 29. August 2013 kündigte die Band an, dass sie sich, nach einem letzten Konzert am 18. Oktober 2013 in Helsinki, auflösen werde.

### Neugründung
Am 24. Februar 2021 veröffentlichte Kiuas eine Mitteilung auf ihrer Website, dass sie mit der Originalbesetzung eine Rückkehr planen. Dabei kündigten sie ihren ersten Auftritt beim im Juni 2021 stattfindenden Nummirock-Online-Festival an.
Nach einer Comeback-Tour im Jahr 2022 und einer weiteren Tour im Jahr 2023, die beide in Finnland stattfanden, veröffentlichte Kiuas am 1. März 2024 die EP Samooja: Pyhiinvaellus.

## Diskographie

### Alben
- 2005: The Spirit of Ukko (Spinefarm Records)
- 2006: Reformation (Spinefarm Records)
- 2008: The New Dark Age (Spinefarm Records)
- 2010: Lustdriven (Spinefarm Records)

### Singles und EPs
- 2002: The Discipline of Steel (Demo-EP)
- 2003: Born Under the Northern Lights (Demo-EP)
- 2004: Winter in June (EP, Rage of Achilles Records)
- 2008: Of Sacrifice, Loss and Reward (MCD, Spinefarm Records)
- 2024: Samooja: Pyhiinvaellus (EP)